# المقاطع (العارضة)
قرية المقاطع، أحد قرى منطقة جازان وهي من قرى جوة الخبراية التابعة لمحافظة العارضة جنوب غرب المملكة العربية السعودية ، تبعد 12 كم جنوب مدينة العارضة.

## انظر ايضاً
- محافظة العارضة
- العارضة (جازان)

## وصلات خارجية
- حصر الخدمات بالمدن والقرى بمنطقة جازان
- دليل الخدمات بمنطقة جازان